# Commando Cody
Commando Cody era o nome original de um herói de um seriado de ficção científica de 12 capítulos de 1952 da Republic Pictures denominado Radar Men from the Moon, estrelado por George Wallace. Em 1953 foi feita uma sequência de 12 capítulos: Commando Cody: Sky Marshal of the Universe, estrelado por Judd Holdren.
Outro seriado da Republic de 1952, chamado Zombies of the Stratosphere, foi escrito com a intenção de ser uma sequência para Radar Men from the Moon mas, por razões não explicadas, o nome do personagem protagonista foi mudado de Commando Cody para Larry Martin, também interpretado por Holdren. O nome voltou em "Commando Cody: Sky Marshal of the Universe", que passou na TV em 1955. Esse seriado de fato fora planejado para ser uma série de TV, com cada episódio durando 25 minutos, mas acabou por ser lançado nos cinemas dois anos antes. Devido a diferenças do formato tradicional dos seriados de cinema, muitos fãs se recusam a classificar esses filmes de seriado, mas é claro haver nos mesmos uma história linear e um roteiro que vai evoluindo de capítulo em capítulo.

## Confusão com outros seriados

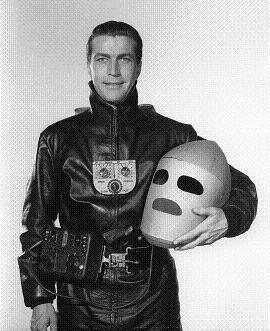
Judd Holdren interpretou Larry Martin em Zombies of the Stratosphere e o Commando Cody em 'Commando Cody: Sky Marshal of the Universe.

Os seriados do Commando Cody são algumas vezes confundidos com King of the Rocket Men (1949) (no Brasil, O Homem Foguete), devido ao traje com o propulsor a jato do personagem principal se tornar um uniforme parecido com o de Cody. Para aumentar a confusão, Larry Martin, interpretado veste um terno novamente em Zombies of the Stratosphere. É evidente serem personagens diferentes da Republic Pictures que foram genericamente chamados de Homens-Foguetes ("The Rocketman").
Contudo, alguns notaram que o uniforme original de Cody parece ter sido inspirado na aparência de um personagem de quadrinhos dos anos de 1940 da editora Fawcett Comics chamado Bulletman ("Homem-Bala"). O estranho nome de "Commando Cody" parece ser uma tentativa de atrair o público infantil que via as aventuras do Commander Corry, o herói do programa de TV e rádio da ABC chamado Space Patrol (Patrulha do Espaço,1950–1955). O igualmente estranho título de "Sky Marshal of the Universe," é provavelmente uma imitação de "Commander-in-Chief of the Space Patrol".  Mas não há evidências disso ser um fato, pois ninguém da Republic Pictures admitiu isso.